# Cyromazine
Cyromazine (ISO-naam) is een insecticide. Het is een derivaat van melamine, waar een cyclopropylgroep aan gekoppeld is. De zuivere stof is een wit reukloos poeder.

## Toepassingen
Cyromazine werd ontwikkeld door Ciba-Geigy. Het is het actieve bestanddeel van Trigard (Syngenta). Trigard is in België erkend voor de bestrijding van mineervliegen op onder meer tomaten (in kassen) en sla.
Cyromazine wordt ook gebruikt als diergeneeskundig middel tegen ectoparasieten. Een product voor deze toepassing is Larvadex (Novartis), dat via het voeder van kippen en kalkoenen de ontwikkeling van vliegen die in de mest broeden tegenhoudt (de stof wordt vrijwel niet opgenomen in het lichaam van de dieren). Vetrazin (Novartis) is een product dat op schapen wordt verspoten tegen de larven van de groene vleesvlieg.

## Werking
Cyromazine is een "insectengroeiregelaar", het remt de groei en de ontwikkeling van de larven en verhindert dat de larven verpoppen.

## Regelgeving
De Europese Commissie heeft cyromazine in 2009 opgenomen in de lijst van gewasbeschermingsmiddelen die in de Europese Unie kunnen erkend worden.

## Toxicologie en veiligheid
De acute toxiciteit van cyromazine is laag; de stof is ook niet irriterend voor ogen of huid. De stof blijkt niet genotoxisch of carcinogeen te zijn.
In de bodem breekt cyromazine langzaam af, eerst tot melamine door afsplitsing van de cyclopropylgroep. De stof is stabiel in water en toxisch voor sommige waterorganismen.